# خواهران لین

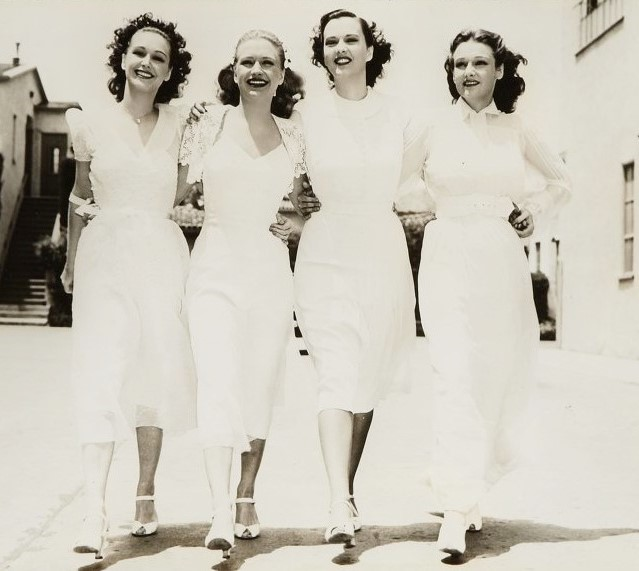
رزماری لین، پریسیلا لین، گیل پیج و لولا لین در یک عکس تبلیغاتی شرکت برادران وارنر برای فیلم چهار دختر

خواهران لِـین (انگلیسی: Lane Sisters) ۴ خواهر خواننده و بازیگر اهل ایالات متحده آمریکا بودند. این چهار خواهر عبارت بودند از: لِتا لِین (۲۵ اکتبر ۱۹۰۳–۲۵ ژوئیه ۱۹۶۳)، لولا لین (۲۱ مه ۱۹۰۶–۲۲ ژوئن ۱۹۸۱)، رزماری لین (۴ آوریل ۱۹۱۳–۲۵ نوامبر ۱۹۷۱) و پریسیلا لین(۱۲ ژوئن ۱۹۱۵–۴ آوریل ۱۹۹۵).
لولا، رزماری و پریسیلا با دیگر خواهرشان گیل پیج در چهار فیلم با هم بازی کردند: چهار دختر (۱۹۳۸)، دختران شجاع (۱۹۳۹)، چهار زن (۱۹۳۹) و چهار مادر (۱۹۴۱). لِتا موفقیتی مشابه خواهرانش پیدا نکرد و پیش از موفقیت‌های چشمگیر خواهران، هالیوود را به مقصد نیویورک ترک کرد.

## خواهران
| نام         | نام در هنگام تولد | تاریخ تولد    | محل تولد          | تاریخ مرگ و سن          | محل مرگ                  | سال‌های فعالیت | نام همسر |
| لِتا لِین     | لتیبل مالیکن      | ۲۵ اکتبر ۱۹۰۳ | میسی، ایندینا     | ۲۵ ژوئیهٔ ۱۹۶۳ (۵۹ سال)  | گلندیل                   | ۱۹۳۱ و ۱۹۳۹   | مایکل دی. پیکارد (۱۹۲۸–۱۹۳۰) ادوارد جوزف پیتس (۱۹۴۱ تا ؟۱۹) جروم دِی (؟۱۹ تا ۱۹۶۳؛ تا زمان مرگش)                                             |
| لولا لِین    | دوروتی مالیکن     | ۲۱ مهٔ ۱۹۰۶    | میسی، ایندینا     | ۲۲ ژوئن ۱۹۸۱ (۷۵ سال)   | سانتا باربارا، کالیفرنیا | ۱۹۲۹ تا ۱۹۴۶  | هنری کلی دانهام لو آیرس (۱۹۳۱–۱۹۳۳) الکساندر هال (۱۹۳۴–۱۹۳۶) رولاند وست (۱۹۴۰–۱۹۵۲؛ تا زمان مرگ همسر) رابرت هنلان (۱۹۵۵–۱۹۸۱؛ تا زمان مرگش) |
| رزماری لِین  | رزماری مالیکن     | ۴ آوریل ۱۹۱۳  | ایندیانولا، آیووا | ۲۵ نوامبر ۱۹۷۴ (۶۱ سال) | لس آنجلس، کالیفرنیا      | ۱۹۳۷ تا ۱۹۴۵  | باد وستمور (۱۹۴۱ تا ۱۹۵۴) |
| پریسیلا لِین | پریسیلا مالیکن    | ۱۲ ژوئن ۱۹۱۵  | ایندیانولا، آیووا | ۴ آوریل ۱۹۹۵ (۷۹ سال)   | اندوور، ماساچوست         | ۱۹۳۷ تا ۱۹۴۸  | اورِن دبلیو. هاگلوند (۱۹۳۹) جوزف ای. هاوارد (۱۹۴۲ تا ۱۹۷۶؛ تا زمان مرگش)                                                                     |